# Liste der Baudenkmäler in Aham
Auf dieser Seite sind die Baudenkmäler in der niederbayerischen Gemeinde Aham zusammengestellt. Diese Tabelle ist eine Teilliste der Liste der Baudenkmäler in Bayern. Grundlage ist die Bayerische Denkmalliste, die auf Basis des Bayerischen Denkmalschutzgesetzes vom 1. Oktober 1973 erstmals erstellt wurde und seither durch das Bayerische Landesamt für Denkmalpflege geführt wird. Die folgenden Angaben ersetzen nicht die rechtsverbindliche Auskunft der Denkmalschutzbehörde.

## Baudenkmäler nach Ortsteilen

### Aham
| Lage                           | Objekt                                     | Beschreibung | Akten-Nr.             | Bild           |
| ------------------------------ | ------------------------------------------ | --- | --------------------- | -------------- |
| Kellerstraße 11 (Standort)     | Schlosskeller                              | Lang gestreckter zweigeschossiger Walmdachbau mit Wohn- und Wirtschaftsteil sowie Kelleranlagen, Wohnteil mit Putzgliederungen, 18. Jahrhundert | D-2-74-112-2 Wikidata | Schlosskeller  |
| Schloßstraße 6, 8 (Standort)   | Katholische Kirche St. Ägidius mit Kapelle | Saalkirche, spätgotische Anlage des 15. Jahrhunderts, neugotische Umgestaltung und Erweiterungen nach Westen nach Plan des Landshuter Bauamtmanns Anton Völkl 1885, Gliederung durch umlaufenden Fries und Streben am Chor, nordseitig Chorflankenturm mit barockem Achteckaufsatz und Spitzhelm des 19. Jahrhunderts; mit Ausstattung Friedhofskapelle, Leichenhaus, massiver Satteldachbau mit Durchgang und Putzgliederung, wohl 19. Jahrhundert | D-2-74-112-3 Wikidata | weitere Bilder |
| Schloßstraße 20, 21 (Standort) | Schloss                                    | Von der großen Vils und einem Wassergraben umschlossen Hauptgebäude mit südlich angebauter Schlosskapelle St. Georg, Untergeschoss spätmittelalterlich, im 16. und 17. Jahrhundert mehrfach verändert, Ausbauten im 18. Jahrhundert; mit Ausstattung Großes dreiflügeliges Wirtschaftsgebäude, massiver Satteldachbau, 1749, im Kern älter Lang gestrecktes erdgeschossiges Wohngebäude mit Mansarddach, 1749, im Kern älter                        | D-2-74-112-6 Wikidata | weitere Bilder |

### Berghofen
| Lage                                     | Objekt                                      | Beschreibung | Akten-Nr.              | Bild |
| ---------------------------------------- | ------------------------------------------- | --- | ---------------------- | ---- |
| Haus Nr. 2 (Standort)                    | Wohnstallhaus eines Vierseithofs mit Stadel | Zweigeschossiger Satteldachbau mit Blockbau-Obergeschoss, Ende 18. Jahrhundert/Anfang 19. Jahrhundert Stadel, in Blockbauweise mit Satteldach, erbaut wohl 1847 | D-2-74-112-9 Wikidata  | BW   |
| Haus Nr. 7 (Standort)                    | Wohnstallhaus                               | Zweigeschossiger Flachsatteldachbau mit Blockbau-Obergeschoss, 18. Jahrhundert                                                                                  | D-2-74-112-11 Wikidata | BW   |
| Zwischen Haus Nr. 1 und Nr. 4 (Standort) | Kapelle                                     | Ziegelbau mit Satteldach, Dachreiter mit kleinem Spitzhelm, mit Lisenengliederung, neugotisch, 19. Jahrhundert                                                  | D-2-74-112-12 Wikidata | BW   |

### Dreifaltigkeit
| Lage                  | Objekt                                              | Beschreibung | Akten-Nr.              | Bild           |
| --------------------- | --------------------------------------------------- | --- | ---------------------- | -------------- |
| Haus Nr. 1 (Standort) | Katholische Wallfahrtskirche Heilige Dreifaltigkeit | Saalkirche, gestaffelte barocke Anlage in zwei Bauabschnitten, Kapellenbau 1710, Erweiterung durch Langhaus, Vorhalle und Sakristei, 1774/75, Gliederung durch Pilaster und Putzdekor, westlich geschweifter Giebel, östlich über Attikazone Turmaufbau mit glockenförmiger Kuppel; mit Ausstattung | D-2-74-112-13 Wikidata | weitere Bilder |

### Erling
| Lage                            | Objekt  | Beschreibung                                                                                          | Akten-Nr.              | Bild    |
| ------------------------------- | ------- | --- | ---------------------- | ------- |
| Gegenüber Haus Nr. 4 (Standort) | Kapelle | Holzverschalter Ständerbau mit Satteldach, innen Lourdesgrotte, Ende 19. Jahrhundert; mit Ausstattung | D-2-74-112-14 Wikidata | Kapelle |

### Hausberg
| Lage                  | Objekt                        | Beschreibung | Akten-Nr.              | Bild |
| --------------------- | ----------------------------- | --- | ---------------------- | ---- |
| Haus Nr. 1 (Standort) | Vierseithof mit Nebengebäuden | Wohn- und Wirtshaus, zweigeschossiger, gegliederter Blankziegelbau mit Satteldach, bezeichnet „1886“ Ehemalige Brauereigebäude, zweigeschossiger, gegliederter Blankziegelbau mit Satteldach, rückwärtig im Hang Lagerkeller, darüber Ausschank und Biergarten, wohl 1886 Stallstadel, Ziegelbau mit Satteldach, wohl 1886, 1968 weitgehend erneuert Stallgebäude, eineinhalbgeschossiger, verputzter Ziegelbau, Anfang 19. Jahrhundert Alle vier Flügel verbunden durch Rundbogentore aus Ziegel Ehemaliger Schweinestall mit Backofen und Waschhaus, Blankziegelbau mit teilweise verbrettertem Obergeschoss, wohl 1886 | D-2-74-112-49 Wikidata | BW   |

### Hermannsöd
| Lage                  | Objekt          | Beschreibung | Akten-Nr.              | Bild |
| --------------------- | --------------- | --- | ---------------------- | ---- |
| Haus Nr. 2 (Standort) | Kleinbauernhaus | Zweigeschossiger Flachsatteldachbau, Obergeschoss in Blockbau, mit Hochlaube und Giebelschrot, Anfang 19. Jahrhundert | D-2-74-112-16 Wikidata | BW   |

### Kitzing
| Lage                                        | Objekt     | Beschreibung                                                                   | Akten-Nr.              | Bild |
| ------------------------------------------- | ---------- | ------------------------------------------------------------------------------ | ---------------------- | ---- |
| Nähe Kitzing, an der Hauptstraße (Standort) | Wegkapelle | Kleiner massiver Bau mit Steildach und Durchgang, erste Hälfte 19. Jahrhundert | D-2-74-112-18 Wikidata | BW   |

### Kobel
| Lage                  | Objekt   | Beschreibung                                    | Akten-Nr.              | Bild |
| --------------------- | -------- | ----------------------------------------------- | ---------------------- | ---- |
| Haus Nr. 1 (Standort) | Backhaus | Satteldachbau in Blockbauweise, 17. Jahrhundert | D-2-74-112-19 Wikidata | BW   |

### Loizenkirchen
| Lage                          | Objekt                                              | Beschreibung | Akten-Nr.              | Bild                           |
| ----------------------------- | --------------------------------------------------- | --- | ---------------------- | ------------------------------ |
| Bergstraße 9 (Standort)       | Ehemaliges Wohnstallhaus                            | Zweigeschossiger Blockbau mit Flachsatteldach, mit Traufschrot und Giebellaube, 1837 | D-2-74-112-20 Wikidata | Ehemaliges Wohnstallhaus       |
| Bergstraße 10 (Standort)      | Ehemaliges Wohnstallhaus                            | Zweigeschossiger Flachsatteldachbau, Blockbau teilweise ausgemauert, mit Traufschrot und Giebellaube, 19. Jahrhundert | D-2-74-112-21 Wikidata | Ehemaliges Wohnstallhaus       |
| Hauptstraße 60, 62 (Standort) | Wohnstallhaus mit Nebengebäude                      | Zweigeschossiger Satteldachbau, mit Bemalung an der Südseite, 18. Jahrhundert Nebengebäude, massiver Satteldachbau, wohl 19. Jahrhundert | D-2-74-112-22 Wikidata | Wohnstallhaus mit Nebengebäude |
| Höhenweg 2 (Standort)         | Kleinbauernhaus                                     | Massiver Flachsatteldachbau mit Ecklisenen und Gurtgesims, Mitte 19. Jahrhundert | D-2-74-112-23 Wikidata | Kleinbauernhaus                |
| Kirchplatz 4 (Standort)       | Katholische Pfarrkirche St. Maria und St. Dionysius | Saalbau mit angebautem Seitenschiff, spätgotische Anlage mit Westturm, zweite Hälfte 15. Jahrhundert, Seitenschiff von 1874, Gliederung durch Strebepfeiler und umlaufenden Sockel, Westturm mit Geschossgliederung und Blendbögen, oktogonaler Oberbau mit Laternenkuppel später; mit Ausstattung | D-2-74-112-24 Wikidata | weitere Bilder                 |

### Maieröd
| Lage                  | Objekt                | Beschreibung | Akten-Nr.              | Bild |
| --------------------- | --------------------- | --- | ---------------------- | ---- |
| Haus Nr. 1 (Standort) | Windrad, Brunnenpumpe | Metallkonstruktion, wohl um 1900/1920                                                                                | D-2-74-112-51 Wikidata | BW   |
| Haus Nr. 3 (Standort) | Wohnstallhaus         | Zweigeschossiger Satteldachbau mit Blockbau-Obergeschoss Giebellaube und Traufschrot, bezeichnet „1820“, Dach später | D-2-74-112-26 Wikidata | BW   |

### Neuhausen
| Lage                  | Objekt                   | Beschreibung | Akten-Nr.              | Bild           |
| --------------------- | ------------------------ | --- | ---------------------- | -------------- |
| Haus Nr. 6 (Standort) | Filialkirche St. Emmeram | Saalkirche mit eingezogenem Chor, spätromanisch, wohl 13. Jahrhundert, Chorwölbung und Erhöhung des Langhauses wohl Ende 15. Jahrhundert, Gliederung durch Ecklisenen und romanischen Rundbogenfries auf Konsolsteinen, über dem Chorbogen Dachreiter mit Spitzhelm; mit Ausstattung | D-2-74-112-27 Wikidata | weitere Bilder |
| Haus Nr. 7 (Standort) | Bauernhaus               | Zweigeschossiger Flachsatteldachbau in Blockbauweise, mit Trauf- und Giebelschrot, 18. Jahrhundert | D-2-74-112-28 Wikidata | BW             |

### Nöham
| Lage                        | Objekt  | Beschreibung                                                                      | Akten-Nr.              | Bild |
| --------------------------- | ------- | --------------------------------------------------------------------------------- | ---------------------- | ---- |
| Neben Haus Nr. 4 (Standort) | Kapelle | Kleiner Sichtziegelbau mit Satteldach, 19./20. Jahrhundert; mit alter Ausstattung | D-2-74-112-30 Wikidata | BW   |

### Prosmering
| Lage                  | Objekt | Beschreibung                                                          | Akten-Nr.              | Bild |
| --------------------- | ------ | --------------------------------------------------------------------- | ---------------------- | ---- |
| Haus Nr. 4 (Standort) | Stadel | In Blockbauweise mit Satteldach, mit Traidkasten, 18./19. Jahrhundert | D-2-74-112-31 Wikidata | BW   |

### Rehpoint
| Lage                  | Objekt                                | Beschreibung | Akten-Nr.              | Bild |
| --------------------- | ------------------------------------- | --- | ---------------------- | ---- |
| Haus Nr. 1 (Standort) | Wohnstallhaus eines Hofs in Hakenform | Zweigeschossiger Flachsatteldachbau, in Blockbau, Giebel teilweise Ziegelmauerwerk, Ende 18./Anfang 19. Jahrhundert | D-2-74-112-32 Wikidata | BW   |

### Reiher
| Lage                  | Objekt        | Beschreibung | Akten-Nr.              | Bild |
| --------------------- | ------------- | --- | ---------------------- | ---- |
| Haus Nr. 1 (Standort) | Wohnstallhaus | Zweigeschossiger Satteldachbau, Obergeschoss zum Teil verputzter Blockbau, mit neugotischer Hochlaube, bezeichnet „1865“ | D-2-74-112-33 Wikidata | BW   |

### Schafhausen
| Lage                  | Objekt                            | Beschreibung                                                                                                | Akten-Nr.              | Bild |
| --------------------- | --------------------------------- | --- | ---------------------- | ---- |
| Haus Nr. 1 (Standort) | Bauernhaus (Altbau), Wohnstallbau | Zweigeschossiger Flachsatteldachbau mit Blockbau-Obergeschoss und Hochlaube, erstes Drittel 19. Jahrhundert | D-2-74-112-34 Wikidata | BW   |

### Sichartsreit
| Lage                  | Objekt                                      | Beschreibung | Akten-Nr.              | Bild |
| --------------------- | ------------------------------------------- | --- | ---------------------- | ---- |
| Haus Nr. 3 (Standort) | Wohnstallhaus eines Dreiseithofs mit Stadel | Zweigeschossiges Gebäude mit Flachsatteldach, in Blockbau, mit Trauf- und Giebelschrot, 1790 Blockbaustadel 1792 | D-2-74-112-37 Wikidata | BW   |

### Staudach
| Lage                  | Objekt     | Beschreibung                                                                      | Akten-Nr.              | Bild |
| --------------------- | ---------- | --------------------------------------------------------------------------------- | ---------------------- | ---- |
| Haus Nr. 1 (Standort) | Hofkapelle | Kleiner massiver Bau mit Schweifgiebel, neugotisch, zweite Hälfte 19. Jahrhundert | D-2-74-112-38 Wikidata | BW   |

### Wassing
| Lage                           | Objekt                                      | Beschreibung | Akten-Nr.              | Bild                                        |
| ------------------------------ | ------------------------------------------- | --- | ---------------------- | ------------------------------------------- |
| Haus Nr. 5, 9 (Standort)       | Wohnstallhaus eines Dreiseithofs mit Stadel | Zweigeschossiger Satteldachbau mit Blockbau-Obergeschoss, 1768 Stadel in Blockbau mit Satteldach, wohl 1809 Traidboden in Blockbau, bezeichnet „1809“ | D-2-74-112-40 Wikidata | Wohnstallhaus eines Dreiseithofs mit Stadel |
| Haus Nr. 7, am Haus (Standort) | Kreuzigungsgruppe                           | 18. Jahrhundert | D-2-74-112-41 Wikidata | Kreuzigungsgruppe                           |

### Wendeldorf
| Lage                                  | Objekt                      | Beschreibung | Akten-Nr.              | Bild           |
| ------------------------------------- | --------------------------- | --- | ---------------------- | -------------- |
| Zwischen Haus Nr. 4 und 25 (Standort) | Katholische Kirche St. Veit | Saalkirche, spätgotischer Ziegelbau, Chor 15. Jahrhundert, Langhaus Anfang 16. Jahrhundert, Gliederung am Chor durch Streben und Dachfries, südlich Chorflankenturm mit Geschossgliederung und Spitzhelm; mit Ausstattung | D-2-74-112-43 Wikidata | weitere Bilder |

### Wimm
| Lage                  | Objekt                        | Beschreibung | Akten-Nr.              | Bild |
| --------------------- | ----------------------------- | --- | ---------------------- | ---- |
| Haus Nr. 1 (Standort) | Wohnstallhaus eines Hakenhofs | Zweigeschossiger Flachsatteldachbau mit Blockbau-Obergeschoss, Ende 18./Anfang 19. Jahrhundert                                                  | D-2-74-112-44 Wikidata | BW   |
| Haus Nr. 2 (Standort) | Wohnstallhaus                 | Zweigeschossiges Gebäude mit Flachsatteldach, in Blockbauweise, rückwärtig Bundwerk, Ende 18. Jahrhundert, Brettquaderung Mitte 19. Jahrhundert | D-2-74-112-45 Wikidata | BW   |
| Haus Nr. 3 (Standort) | Bauernhaus                    | Zweigeschossiger Blockbau mit Flachsatteldach und Hochlaube, Giebelschrot und geschnitzten Details, zweite Hälfte 18. Jahrhundert               | D-2-74-112-46          | BW   |

### Winzersdorf
| Lage                  | Objekt        | Beschreibung                                                                                                 | Akten-Nr.              | Bild          |
| --------------------- | ------------- | --- | ---------------------- | ------------- |
| Haus Nr. 2 (Standort) | Wohnstallhaus | Zweigeschossiger Satteldachbau mit Blockbau-Obergeschoss, zum Teil verschalt, erstes Drittel 19. Jahrhundert | D-2-74-112-47 Wikidata | Wohnstallhaus |

## Ehemalige Baudenkmäler
| Lage                                                | Objekt                           | Beschreibung | Akten-Nr.              | Bild           |
| --------------------------------------------------- | -------------------------------- | --- | ---------------------- | -------------- |
| Aham Kellerstraße 9 (Standort)                      | Wohnstallhaus eines Hakenhofs    | Blockbau-Obergeschoss mit Giebelschrot, erstes Viertel 19. Jahrhundert                                                                                              | D-2-74-112-1 Wikidata  | BW             |
| Aham Schloßstraße 9 (Standort)                      | Hofwirt                          | Breitgelagerter Satteldachbau mit Pilasterportal, 17. Jahrhundert, Dach 19. Jahrhundert                                                                             | D-2-74-112-5 Wikidata  | BW             |
| Abensbach Haus Nr. 2 (Standort)                     | Hofkapelle                       | Barocker Bau, 18. Jahrhundert; mit Ausstattung | D-2-74-112-7 Wikidata  | BW             |
| Alram Haus Nr. 1 (Standort)                         | Querstockhaus eines Vierseithofs | Mit Blockbau-Obergeschoss und Traufschrot, bezeichnet „1761“ | D-2-74-112-8 Wikidata  | BW             |
| Berghofen Haus Nr. 4 (Standort)                     | Wohnstallhaus                    | Zweigeschossiger Flachsatteldachbau mit Blockbau-Obergeschoss, Trauf- und Giebelschrot, im Kern 18. Jahrhundert, Dach später                                        | D-2-74-112-10 Wikidata | BW             |
| Heiglberg Haus Nr. 1 (Standort)                     | Kapelle Herz Jesu                | Kleiner Satteldachbau mit Dachreiter, 1933 | D-2-74-112-15 Wikidata | BW             |
| Höslpoint östlich an der Landkreisgrenze (Standort) | Wegkapelle                       | Erste Hälfte 19. Jahrhundert | D-2-74-112-17 Wikidata | BW             |
| Maieröd Haus Nr. 2 (Standort)                       | Mitterstubenhaus                 | Zum Teil in Blockbau, im Kern Ende 17. Jahrhundert | D-2-74-112-25 Wikidata | BW             |
| Neuhausen Haus Nr. 14 (Standort)                    | Bauernhaus                       | In Blockbau, Erdgeschoss mit Brettquaderung, Ende 18. Jahrhundert                                                                                                   | D-2-74-112-29 Wikidata | BW             |
| Sichartsreit Haus Nr. 1 a (Standort)                | Wohnteil eines Bauernhauses      | In Blockbau, 1836 | D-2-74-112-35 Wikidata | BW             |
| Sichartsreit Haus Nr. 2 (Standort)                  | Dreiseithof mit Stadel           | In Blockbauweise Wohnstallhaus, Blockbau mit Trauf- und Giebelschrot, 1860 Stadel, Ständerbohlenbau, gleichzeitig Traidboden in Blockbau auf Ständern, gleichzeitig |                        | BW             |
| Wassing östlich von Haus Nr. 4 a (Standort)         | Fischerkapelle                   | 1829; mit Ausstattung | D-2-74-112-42 Wikidata | Fischerkapelle |
| Winzersdorf an der Kreisstraße LA 44 (Standort)     | Weilerkapelle                    | Wohl frühes 19. Jahrhundert; mit Ausstattung |                        | BW             |